# Campionati del mondo di ciclismo su pista 2020 - Inseguimento individuale femminile
La gara inseguimento individuale femminile ai Campionati del mondo di ciclismo su pista 2020 si svolse il 29 febbraio 2020. La vittoria andò alla statunitense Chloé Dygert, che con l'occasione migliorò per ben due volte il record mondiale che già le apparteneva.
Partenza con 22 atlete, le quali completarono tutte la gara, e che si confrontarono sulla distanza di 3000 m con partenza da fermo.

## Podio
| Pos.    | Atleta           | Nazionalità |
| ------- | ---------------- | ----------- |
| Oro     | Chloé Dygert     | Stati Uniti |
| Argento | Lisa Brennauer   | Germania    |
| Bronzo  | Franziska Brauße | Germania    |

## Risultati

### Qualificazioni
I migliori due tempi si qualificano alla finale per l'oro, il terzo e il quarto tempo si qualificano alla finale per il bronzo.
| Pos. | Atleta               | Nazione       | Tempo    | Gap     | Note  |
| ---- | -------------------- | ------------- | -------- | ------- | ----- |
| 1    | Chloé Dygert         | Stati Uniti   | 3:17.283 |         | Q, WR |
| 2    | Lisa Brennauer       | Germania      | 3:18.320 | +1.037  | Q     |
| 3    | Franziska Brauße     | Germania      | 3:20.222 | +2.939  | q     |
| 4    | Lisa Klein           | Germania      | 3:21.828 | +4.545  | q     |
| 5    | Annie Foreman-Mackey | Canada        | 3:24.968 | +7.685  |       |
| 6    | Emma White           | Stati Uniti   | 3:25.667 | +8.384  |       |
| 7    | Jaime Nielsen        | Nuova Zelanda | 3:26.508 | +9.225  |       |
| 8    | Ariane Bonhomme      | Canada        | 3:26.513 | +9.230  |       |
| 9    | Georgia Simmerling   | Canada        | 3:26.712 | +9.429  |       |
| 10   | Maeve Plouffe        | Australia     | 3:26.742 | +9.459  |       |
| 11   | Bryony Botha         | Nuova Zelanda | 3:26.837 | +9.554  |       |
| 12   | Josie Knight         | Gran Bretagna | 3:27.875 | +10.592 |       |
| 13   | Kirstie James        | Nuova Zelanda | 3:28.006 | +10.723 |       |
| 14   | Ashlee Ankudinoff    | Australia     | 3:28.118 | +10.835 |       |
| 15   | Kelly Murphy         | Irlanda       | 3:29.699 | +12.416 |       |
| 16   | Silvia Valsecchi     | Italia        | 3:30.640 | +13.357 |       |
| 17   | Tamara Dronova       | Russia        | 3:32.304 | +15.021 |       |
| 18   | Coralie Demay        | Francia       | 3:33.870 | +16.587 |       |
| 19   | Marta Cavalli        | Italia        | 3:36.142 | +18.859 |       |
| 20   | Palina Pivavarava    | Bielorussia   | 3:37.467 | +20.184 |       |
| 21   | Ina Savenka          | Bielorussia   | 3:37.530 | +20.247 |       |
| 22   | Tereza Medveďová     | Slovacchia    | 3:48.471 | +31.188 |       |

### Finali
| Posizione            | Atleta           | Nazione     | Tempo    | Gap    | Note |
| -------------------- | ---------------- | ----------- | -------- | ------ | ---- |
| Finale per l'oro     |                  |             |          |        |      |
| 1                    | Chloé Dygert     | Stati Uniti | 3:16.937 |        | WR   |
| 2                    | Lisa Brennauer   | Germania    | 3:23.229 | +6.282 |      |
| Finale per il bronzo |                  |             |          |        |      |
| 3                    | Franziska Brauße | Germania    | 3:24.284 |        |      |
| 4                    | Lisa Klein       | Germania    | 3:26.342 | +1.058 |      |